# نوک‌بزرگ‌های آبی
نوک‌بزرگ‌های آبی (نام علمی: Cyanocompsa) نام یک سرده از خانواده کاردینالان است.
این سرده (جنس) دربرگیرنده گونه‌های زیر است:
| نگاره | نام علمی              | نام فارسی       | پراکنش |
| ----- | --------------------- | --------------- | --- |
|       | Cyanocompsa brissonii | نوک‌بزرگ لاجوردی | شمال شرقی و مرکزی برزیل، بولیوی، پاراگوئه تا آرژانتین                                                                                      |
|       | Cyanocompsa parellina | زردپره آبی      | آمریکای مرکزی |
|       | Cyanocompsa cyanoides | نوک‌بزرگ آبی‌سیاه | بلیز، بولیوی، برزیل، کلمبیا، کاستاریکا، اکوادور، گویان فرانسه، گواتمالا، گویان، هندوراس، مکزیک، نیکاراگوئه، پاناما، پرو، سورینام و ونزوئلا |